# Maximiliano Córdoba
Maximiliano Córdoba, vollständiger Name Maximiliano Jonathan Córdoba Borges, (* 17. Dezember 1990 in Montevideo) ist ein uruguayischer Fußballspieler.

## Karriere

### Verein
Der 1,74 Meter große Offensivakteur Córdoba gehörte zu Beginn seiner Karriere spätestens ab der Apertura 2008 dem Kader von Liverpool Montevideo an. Bei den Montevideanern bestritt er in der Spielzeit 2009/10 zehn Spiele (ein Tor) und in der nachfolgenden Saison eine Partie (kein Tor) in der Primera División. Im Januar 2012 schloss er sich Liverpools Ligakonkurrenten River Plate Montevideo an, allerdings kam er in der restlichen Saison 2011/12 dort nicht zum Einsatz. In der Spielzeit 2012/13 lief er in sieben Erstligabegegnungen (kein Tor) für River Plate Montevideo auf. Er wechselte im Januar 2013 erneut innerhalb Montevideos zum Danubio FC. Bis zum Saisonende erhielt er bei seinem neuen Klub in zwei Ligapartien (kein Tor) insgesamt 29 Minuten Spielpraxis. Die Saison 2013/14 verbrachte er sodann ab Anfang September 2013 auf Leihbasis beim Zweitligisten Boston River. Die Statistik weist für ihn bei dieser Station vier Ligaeinsätze und ein Tor aus. Zur Saison 2014/15 kehrte er zu Danubio zurück. In der Spielzeit 2014/15 und darüber hinaus sind bislang (Stand: 17. Juli 2016) weder Einsatzdaten verzeichnet noch wird er im Erstligakader Danubios geführt.

### Nationalmannschaft
Córdoba gehörte dem Kader der uruguayischen U-20-Fußballnationalmannschaft an. Mit dieser nahm er sowohl an der U-20-Südamerikameisterschaft 2009 in Venezuela teil. Im Turnier kam er in vier Länderspielen zum Einsatz und traf einmal ins gegnerische Tor.